# Tavollo
Il Tavollo è un torrente che attraversa le province di Pesaro e Urbino e di Rimini. Fra i corsi d'acqua che sfociano nella regione Marche è il più settentrionale.

## Percorso
Nasce dalle pendici settentrionali del monte Zaccarelli, a Mondaino in Emilia-Romagna. Scorre in territorio romagnolo e marchigiano e sfocia sul confine tra le due regioni, tra i comuni di Cattolica e Gabicce Mare, delle quali costituisce il porto canale e segna il confine intercomunale; delinea quindi anche i confini tra le province di Rimini e Pesaro e Urbino, e quindi tra l'Emilia-Romagna e le Marche.

## Comuni attraversati
Nel suo breve percorso (11 km), il Tavollo bagna i territori comunali di:
- Saludecio;
- San Giovanni in Marignano;
- Cattolica (in Emilia-Romagna - provincia di Rimini);
- Tavullia;
- Gradara;
- Gabicce Mare (nelle Marche - provincia di Pesaro e Urbino).